# ألفريدو براون
ألفريدو براون (بالإسبانية: Alfredo Brown)‏ (1 ديسمبر 1886 بالأرجنتين - 30 أغسطس 1958) هو لاعب كرة قدم أرجنتيني في مركز الهجوم. شارك مع منتخب الأرجنتين لكرة القدم. أما مع النوادي، فقد لعب مع Alumni Athletic Club ‏.

## وصلات خارجية
- ألفريدو براون على موقع قاعدة بيانات كرة القدم.إي يو (الإنجليزية)